# Caballito
Caballito es un barrio de la Ciudad Autónoma de Buenos Aires, Argentina, donde se encuentra el centro geográfico de dicha ciudad. Su territorio coincide con el de la Comuna 6. Tiene una superficie de 6,8 km² y una población total de 176 076 habitantes según el censo de 2010, de los cuales el 55,2% son mujeres, y el 44,8% hombres. El censo de 2001 registraba 170 309 habitantes, lo que representa un incremento del 3,4%. Por el barrio pasan la línea Sarmiento (estación Caballito), la línea A de subte (estaciones Río de Janeiro, Acoyte, Primera Junta, Puán y Carabobo), y la línea E (estaciones Avenida La Plata y José María Moreno), además de numerosas líneas de colectivo.
Está delimitado por la Avenida Juan B. Justo, Avenida San Martín, Avenida Gaona, Avenida Ángel Gallardo, Río de Janeiro, Avenida Rivadavia, Avenida La Plata, Avenida Directorio, Curapaligüe y Donato Álvarez.
Limita con los barrios de Villa Crespo al norte, Almagro y Boedo al este, Parque Chacabuco al sur, y Flores y Villa General Mitre al oeste.
La Avenida Rivadavia marca el eje del barrio y su zona comercial -que es una de las más importantes de la ciudad-, la cual se encuentra ubicada principalmente entre la Avenida La Plata/Río de Janeiro y Del Barco Centenera/Rojas, siendo la intersección con la Avenida Acoyte y su continuación, la Avenida José María Moreno, el centro del barrio de Caballito, ya que en estas esquinas se sitúan galerías en las que se pueden adquirir todo tipo de mercaderías y donde confluyen muchas líneas de transporte colectivo urbano y la estación Acoyte de la línea A de subte.
Es uno de los barrios con mayor población de la ciudad de Buenos Aires y uno de los más densamente poblados, con 25.893,5 habitantes/km².

## Historia

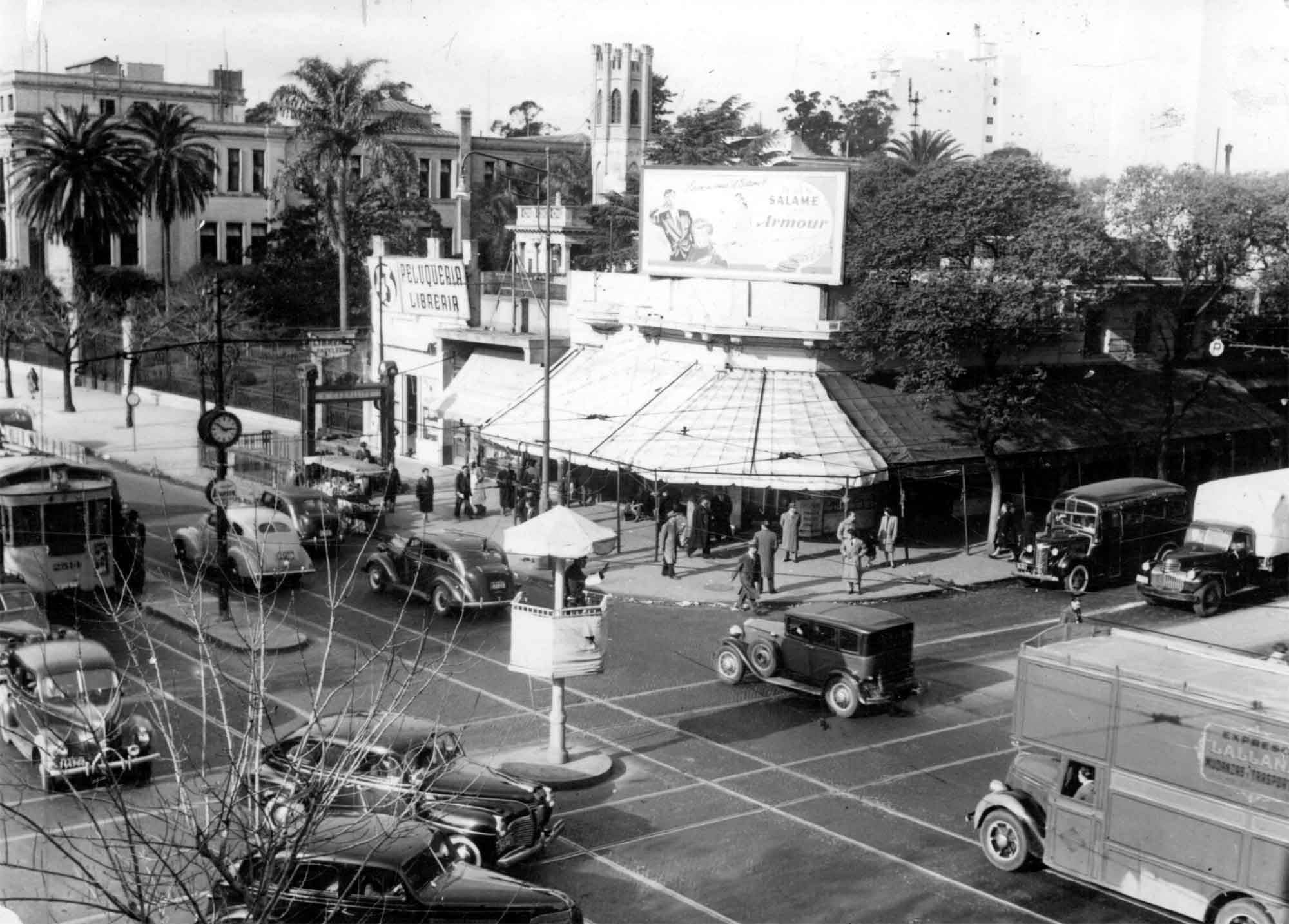
La esquina de Rivadavia y José M. Moreno, en 1947. (Foto: AGNA)

Los primeros datos históricos sobre la zona del actual barrio de Caballito se remontan a los títulos entregados por el gobernador Hernandarias a comienzos del siglo XVII, repartiendo diversos terrenos en el lugar a los capitanes don Pedro Hurtado de Mendoza, don Diego de Trigueros y don Domingo Griveo, al regidor don Juan de Vergara y a don Bernardo de León, quienes probablemente jamás vieron estas propiedades en toda su vida.
Hacia el siglo XVIII, estas tierras ya se encontraban trabajadas por esclavos negros, que cultivaban diversas quintas con productos como duraznos, membrillos y vides. Existían también algunos pocos hornos para producir ladrillos pero, salvo dos importantes chacras (la de los Jesuitas y la de la familia Berois) el perfil se planteaba desolador. El fraccionamiento de las heredades con el paso de las generaciones llevó a la zona a convertirse en un espacio de quintas que raramente superaban las diez hectáreas.
Así, y a medida que Buenos Aires comenzó a expandirse desde el casco fundacional hacia el oeste, especialmente a partir de la mitad del siglo XIX, la zona que ya era conocida por la Pulpería del Caballito fue poblándose y urbanizándose. Pero el gran impulso para el lugar llegó luego de la construcción del Ferrocarril del Oeste, la primera vía tendida en Buenos Aires e inaugurada en 1857 conectando un corto trayecto desde la actual Plaza Lavalle hasta la estación de Floresta, pero que en pocos años se extendería hacia el interior de la Provincia de Buenos Aires.
Las clases altas porteñas tenían sus quintas de descanso en esta zona aún suburbana, que llegaba hasta el pueblo de San José de Flores, hoy Flores, y utilizaban el ferrocarril para trasladarse desde sus casonas en el centro en los fines de semana. Pero con el paso de los años y las corrientes migratorias que llegaron desde toda Europa, especialmente luego de 1880, el barrio acentuó su urbanización y las quintas fueron desapareciendo, loteadas para su venta como terrenos para edificar. En la primera mitad del siglo XX, Caballito se definió como un barrio de clase media y media-alta, con algunas excepcionales mansiones de la burguesía comercial que había llegado con la misma inmigración europea, como el Palacio Carú, y otras residencias aristocráticas más patricias, como el Palacio Videla Dorna (luego Escuela Naval Militar).
Caballito tuvo su consolidación final con la inauguración del tranvía subterráneo de la Compañía Anglo-Argentina, que se extendió hasta la Plaza Primera Junta a finales de 1914. Así, quedó conectado con un transporte novedoso y muy veloz con la Plaza de Mayo y el microcentro de la ciudad, viviendo un auge de la construcción que trajo los primeros edificios de departamentos y transformándolo en uno de los favoritos de la clase media profesional y comercial. La zona de Primera Junta se consolidó como núcleo comercial y de transporte, y la esquina de la Avenida Acoyte y Rivadavia se transformó en el corazón del barrio, especialmente luego de la inauguración del Parque Rivadavia en 1928.

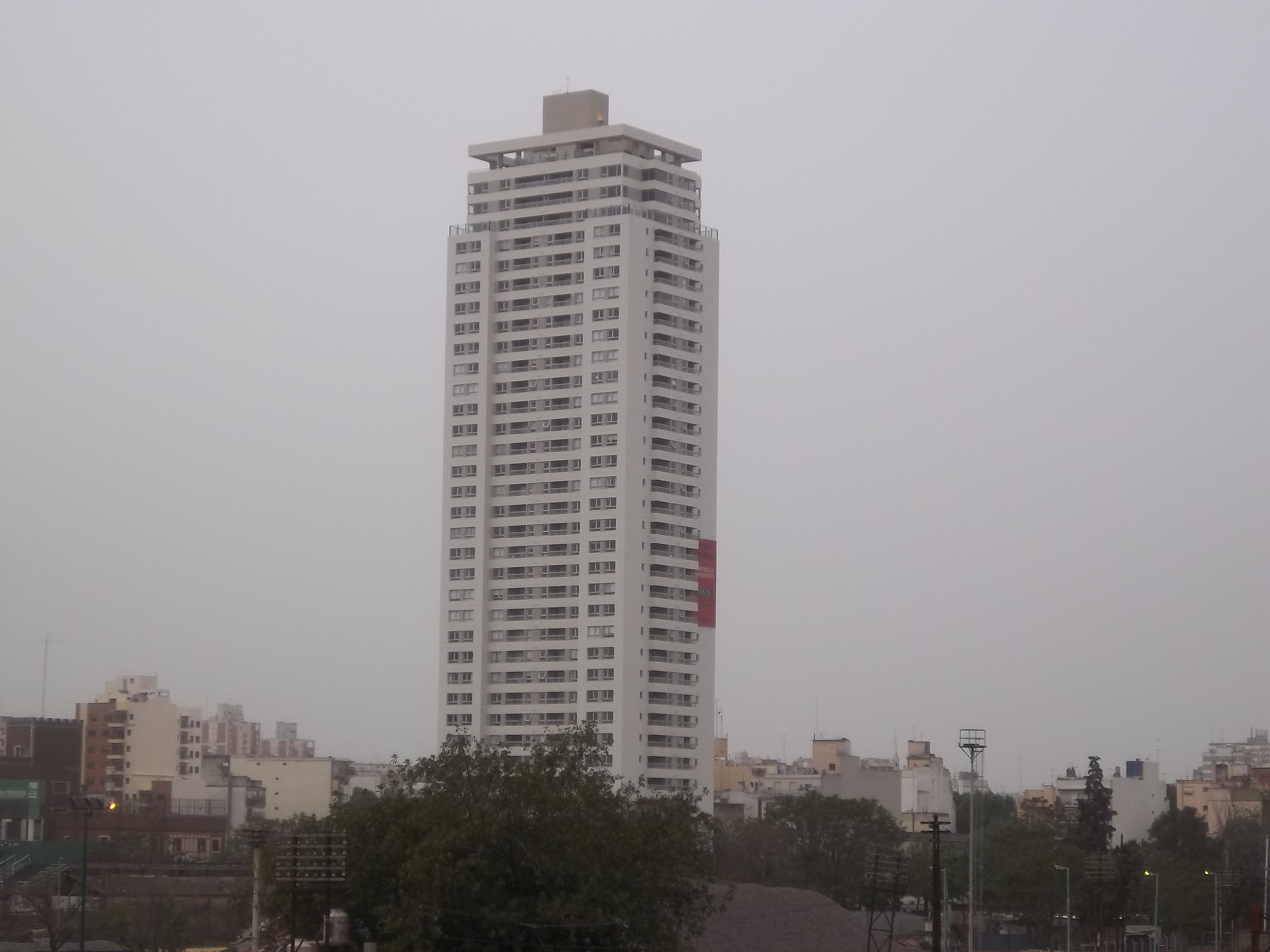
Las nuevas torres del barrio de Caballito.

A partir de la Ley de Propiedad Horizontal sancionada en 1948, se desarrolló un nuevo auge de la construcción que significó la demolición de los antiguos palacios de clase alta y los restos que aún quedaban de las viejas quintas del siglo XIX, y el barrio sufrió un rápido cambio con la construcción masiva de edificios de departamentos luciendo ya una arquitectura plenamente moderna. Sin embargo, a pesar de la evolución, las calles interiores de Caballito siguieron caracterizándose por sus densas arboledas de plátanos y sus casas de estilos clásicos, franceses, italianos, neocoloniales, Tudor o art decó. Algunas avenidas, como Pedro Goyena, alcanzaron renombre como ejes residenciales muy preciados, y esto significó la construcción de numerosos edificios de departamentos de alta categoría.
A partir del año 2007 el barrio sufrió un nuevo auge de construcción edilicia, que cambió completamente el aspecto de las calles interiores de Caballito, hasta ese momento ocupadas mayoritariamente por casas y comercios pequeños. El avance de estos modernos edificios generó el rechazo de un grupo de vecinos, que se movilizaron reclamando limitaciones y protecciones del patrimonio arquitectónico, con diversos grados de éxito. La construcción en altura fue limitada en la zona de Caballito norte, y se frenó un proyecto del grupo IRSA para construir un centro comercial en los terrenos del ferrocarril, pero en la parte de Caballito sur las inmobiliarias avanzaron sin frenos, trayendo como resultado la saturación de las calles del barrio y de los tendidos de servicios, como las cloacas.

### Origen del nombre

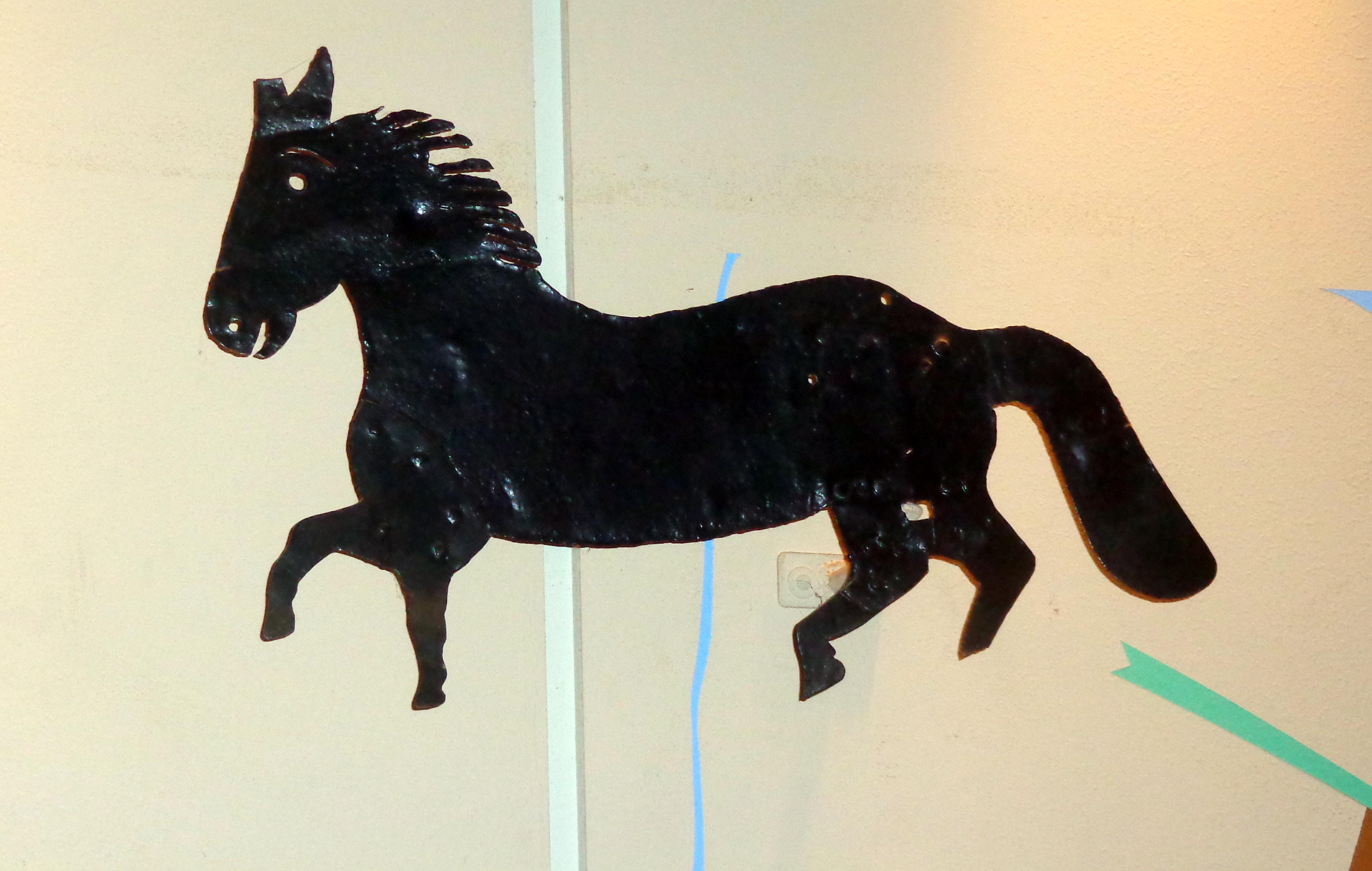
Veleta original de Caballito, hecha en latón, que se encuentra en el Museo de Luján.

Todo comenzó con un accidente sufrido por una deteriorada ballenera que se había atrevido a surcar los mares. La vieja nave encalló frente al Fuerte (hoy se encuentra allí la Casa Rosada) y a nadie le pareció que valía la pena reflotarla. Fue en una de esas circunstancias que un comerciante llamado Galiano, que tenía un negocio en el Paseo de la Alameda, frente al río, compró como desperdicio la nave. Le arrancó todo lo que pudo, incluyendo el mástil. Galiano tenía un amigo italiano como él, Nicolás Villa, que se atrevió a soñar con una pulpería que instalaría en el camino de la Federación, en un acto de verdadera audacia. Pero estaba convencido de que sería un buen negocio.
Para concretar su sueño, Villa visitó a su amigo Galiano y le compró los restos de la ballenera, con lo cuales construyó su pulpería. En los fondos plantó el alto mástil, visible desde lejos. El 15 de febrero de 1821 el inmigrante genovés adquirió la manzana comprendida entre las actuales Avenida Rivadavia, Emilio Mitre, Av. Juan B. Alberdi y Víctor Martínez. En un viaje que realizó a la ciudad, vio en un negocio un caballito de metal y tuvo un súbito entusiasmo que no había esperado. Imaginó el caballito en el extremo del mástil. Entró en el negocio, en lo que es actualmente Perú y Bolívar, cuyo dueño se llamaba Monteagudo, y compró el caballito.
En ese predio edificó una casa de cuatro habitaciones, destinando una de ellas a una pulpería (nombre con el que se conocía a los bares en aquella época). La pulpería se encontraba ubicada a orillas de lo que era el antiguo Camino Real del Oeste, la actual Avenida Rivadavia, en su cruce con "El camino del Polvorín", actualmente calle Emilio Mitre. En la puerta del local, Villa colocó un mástil con una veleta de latón que contenía la figura de un caballo, de allí que el establecimiento se hiciera famoso como "la pulpería del caballito", que dio nombre al barrio. Esta veleta se encuentra desde 1925 en el Museo Histórico de Luján. Se realizaron gestiones para que la misma volviese al barrio de Caballito, incluso estuvo exhibida por unos meses de 2010 en el Museo de Esculturas Luis Perlotti, pero nada se llevó a cabo. 
Era el año 1821, y como recordó León Bouché, en ese momento se había fundado en plena "pampa" el barrio de Caballito situado ahora a solo 15 minutos de la Plaza de Mayo. La veleta se conserva en el Museo de Luján.
Nicolás Villa tenía una esposa y dos hijos. Y una mulatita de gran belleza a la que quería como a una hija. Transcurrían los días dramáticos del enfrentamiento de Lavalle con Rosas. Era el año 1840. Los disparos de fusiles se escuchaban a diestro y siniestro y se veía pasar a las montoneras, sable en la mano, partiendo a degüello. "La Pulpería del Caballito" era muy concurrida. Se compraba mercadería, se guitarreaba y se bebía. Una noche entró un grupo montonero de Lavalle (es lo que ha llegado hasta nosotros por tradición oral y escritos basados en ella) y el jefe se quedó prendado de la mulatita. La codició con instinto animal. Pero Nicolás  Villa, para todos "don Nicola", la defiende a trabucazos. La patrulla se va con un hombre malherido y  acampa a 35 kilómetros, aproximadamente en Puente Márquez. Los solados son diez. El hombre herido reclama revancha y el caudillejo matón desea, ahora rabiosamente, a la mulatita. Ni cumplen con Lavalle ni tienen presente a Rosas. Solamente les interesa la mulatita e irrumpen a trabucazos en la pulpería. Se lanzan sobre la muchacha. Es pasada la medianoche. Don Nicola salta de la cama, trabuco en mano, y arremete contra los bárbaros. Un disparo de la partida le da en los ojos, lo deja ciego, y se aferra a los barrotes característicos de las pulperías, que no servían, en realidad, para resistir ni al malón ni a los malvados. Y muere allí mismo. Así murió Nicolás Villa, un italiano enamorado de la Argentina, un pionero de la ciudad.
La veleta que hoy se puede ver en la plazoleta Primera Junta fue realizada durante la segunda mitad del siglo XX por el escultor argentino Luis Perlotti y concluida, luego de su muerte, por el escultor Juan Carlos Ferraro. Se emplazó en el sitio actual el 3 de noviembre de 1969 y fue una donación del Club de Leones de Caballito.
El Colegio Marianista, a través de su rectora María Mitelli y su Consejo de Dirección, y la Asociación Civil Caballito Puede realizaron el 27 de junio de 2015 un acto para descubrir una réplica de la veleta que diera origen al nombre del barrio de Caballito. La misma quedó emplazada en su lugar original, donde hoy se levanta el edificio del Nivel Inicial de la institución educativa, en la esquina de Av. Rivadavia y Emilio Mitre.

## Demografía
| Población Histórica de la COMUNA 6 (Caballito) de la Ciudad Autónoma de Buenos Aires (CABA) | Población Histórica de la COMUNA 6 (Caballito) de la Ciudad Autónoma de Buenos Aires (CABA) | Población Histórica de la COMUNA 6 (Caballito) de la Ciudad Autónoma de Buenos Aires (CABA) | Población Histórica de la COMUNA 6 (Caballito) de la Ciudad Autónoma de Buenos Aires (CABA) |
| Año                                                                                         | Habitantes                                                                                  | Censo de Población                                                                          | Ref.                                                                                        |
| ------------------------------------------------------------------------------------------- | ------------------------------------------------------------------------------------------- | ------------------------------------------------------------------------------------------- | ------------------------------------------------------------------------------------------- |
| 1970                                                                                        | 154 223                                                                                     | Censo argentino de 1970                                                                     | [ 9 ]                                                                                       |
| 1980                                                                                        | 172 938                                                                                     | Censo argentino de 1980                                                                     | [ 9 ]                                                                                       |
| 1991                                                                                        | 183 740                                                                                     | Censo argentino de 1991                                                                     | [ 10 ]                                                                                      |
| 2001                                                                                        | 170 309                                                                                     | Censo argentino de 2001                                                                     | [ 10 ]                                                                                      |
| 2010                                                                                        | 176 076                                                                                     | Censo argentino de 2010                                                                     | [ 10 ]                                                                                      |
| 2022                                                                                        | 203 784                                                                                     | Censo argentino de 2022                                                                     | [ 11 ]                                                                                      |

## Lugares destacados

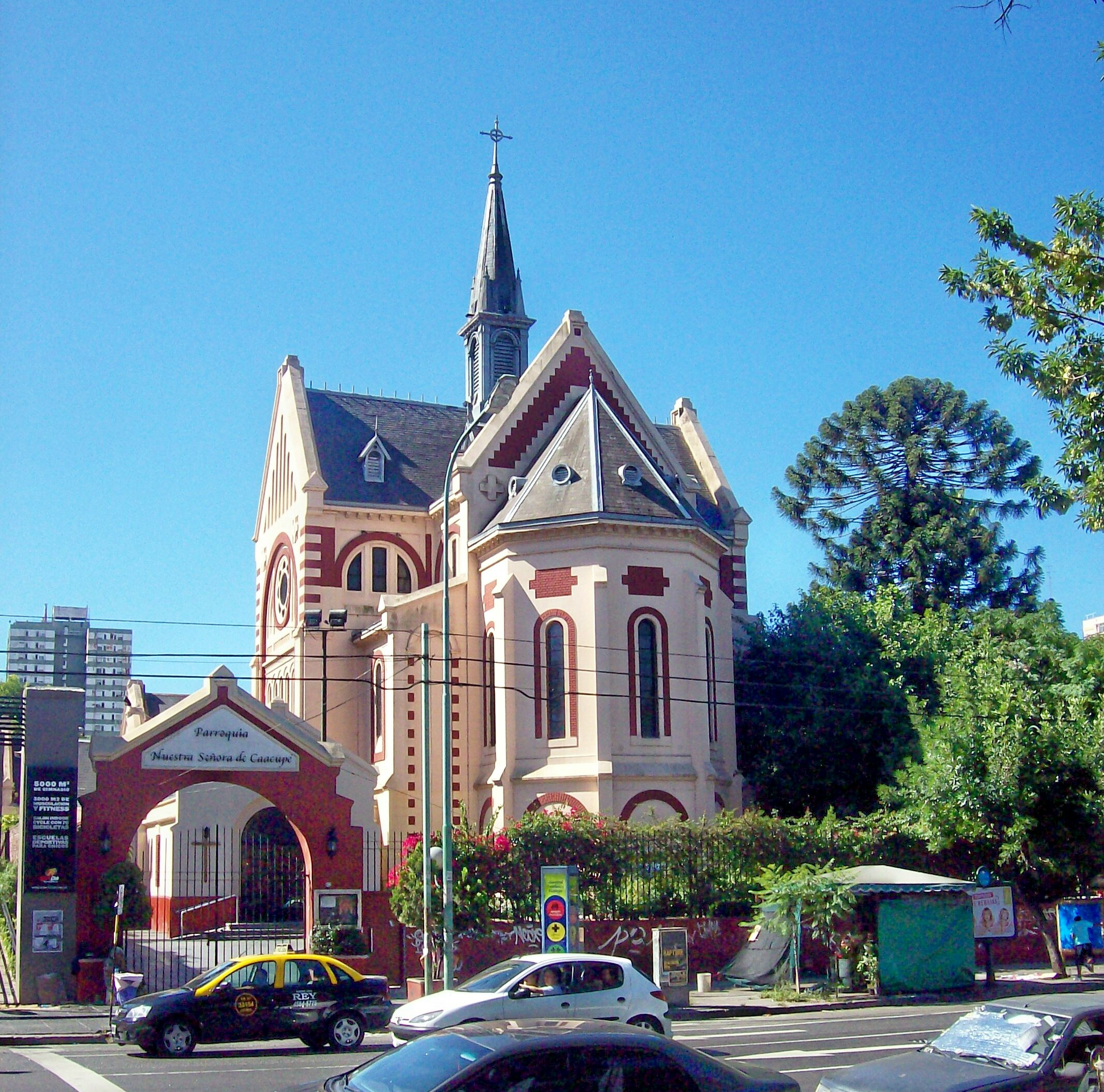
La Parroquia Nuestra Señora de Caacupé se ubica sobre la Avenida Rivadavia en el centro del barrio de Caballito.

En Caballito se encuentran numerosos sitios de interés, como el Barrio Inglés con hermosas edificaciones de estilos británicos realizadas entre fines del siglo XIX e inicios del siglo XX, casas que actualmente son muy codiciadas y que poseen un gran valor económico.
Caballito cuenta con varios espacios verdes. El Parque Rivadavia -ex Quinta Lezica-, ubicado en el centro del barrio, es el más característico. Se destacan también el Parque Centenario y la Plaza Irlanda, situados en sus límites. La Plaza Primera Junta presenta la particularidad de ser una plaza seca.

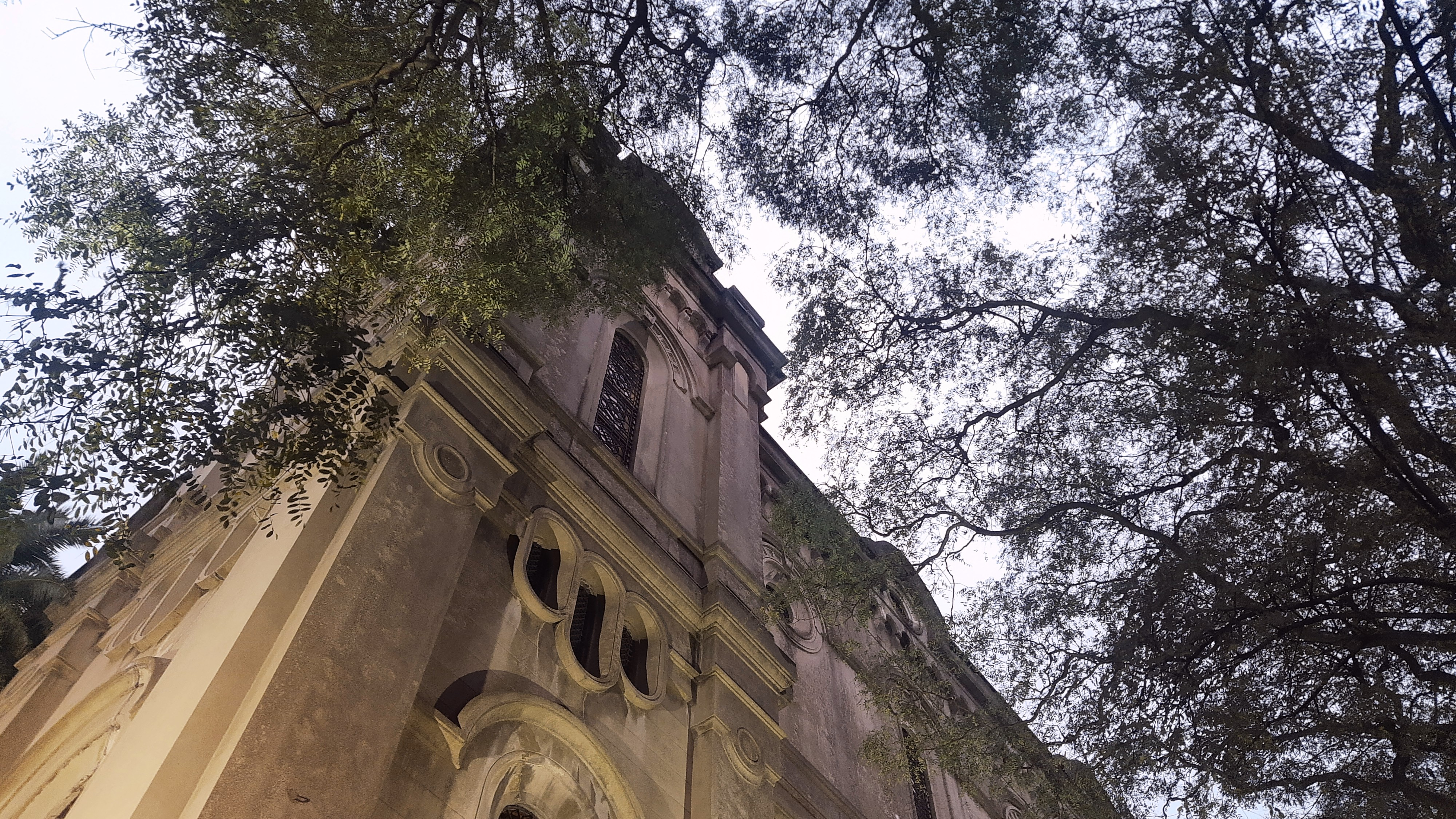
Depósito de Gravitación, en la intersección de las avenidas José María Moreno y Pedro Goyena.

En el aspecto religioso se destaca la actual Parroquia Nuestra Señora de Caacupé, iglesia que perteneció a una orden de monjas irlandesas y desde la década del ochenta del siglo pasado fue reabierta bajo la advocación de la Virgen de Caacupé. La misma fue realizada por el arquitecto Alejandro Christophersen, a quien se la encargan en el año 1906, reemplazando a la anterior de 1885. El 22 de septiembre de 1882 desembarcaron en el puerto de Buenos Aires procedentes de Liverpool, las primeras religiosas de la Congregación de la Santa Unión de los Sagrados Corazones quienes, previa compra, erigen su convento en la quinta de los Wanklin donde establecen la base de la Congregación en la Argentina e inmediatamente comienza a gestarse la idea del Colegio. En escasos dos meses, desde ese 10 de diciembre hasta el 16 de enero de 1883, las religiosas improvisaron el Colegio, muy elemental en sus comienzos, y prepararon, en una de sus salas de recibo, un altar provisorio donde por primera vez celebró la Santa Misa quien sería su capellán, el Padre Juan Nepomuceno Terrero, luego Obispo de La Plata. A partir de esta primera misa,el Arzobispo de Buenos Aires, Monseñor Aneiros, dio la autorización para que las religiosas tuvieran el Santísimo en la casa, lo que permitió la celebración diaria de la Misa. El 6 de mayo de 1885 se comenzó a edificar la primera capilla, la que, terminada el 15 de septiembre, fue bendecida por Monseñor Aneiros, asistido por los Padres Dillón y Terrero. En abril de 1906, es decir, dos décadas después, esta capilla quedó chica y se adquirió un terreno vecino, al oeste del convento donde se levantaría otra capilla y se ampliaría la escuela gratuita. Un año después, Monseñor Antonio Espinosa bendijo la nueva capilla, construcción de sobrio estilo romántico, que aún conserva, y que fue obra del prestigioso arquitecto Alejandro Christophersen, quien es también autor de importantes trabajos artísticos en nuestra ciudad, entre los años 1880 y 1920.
La Basílica Nuestra Señora de los Buenos Aires, la Parroquia de Santa Julia, la Parroquia de Nuestra Señora de los Dolores y la Iglesia San José de Calasanz son otros templos católicos del barrio.
Caballito también alberga importantes instituciones educativas católicas como el Instituto Social Militar Dr. Damaso Centeno (donde estudiaron Charly García y Nito Mestre), Colegio Marianista, el Colegio San José de Calasanz, el Colegio Santa Rosa, el Instituto Divino Rostro, el Colegio Redemptrix Captivorum, el Colegio Santa Brígida, el Colegio Monseñor Dillon y el Colegio Santa María.
El Colegio San Cirano y el El Colegio Canadá se destacan en la enseñanza bilingüe del idioma inglés.
La Universidad de Buenos Aires tiene en el barrio a la Facultad de Filosofía y Letras, ubicada en la calle Puán 480, en el edificio de una antigua fábrica de cigarrillos.
El Instituto Universitario de la Policía Federal Argentina, que es la universidad de la Policía Federal, se encuentra en la calle Rosario y la Avenida José María Moreno.
También la Universidad Maimónides tiene su sede en este barrio.
En el barrio se ubican también efectores de salud como el Hospital Durand, El Sanatorio Municipal Doctor Julio A. Méndez, el Instituto del Quemado y el Instituto de Zoonosis Luis Pasteur.
El "Tramway Histórico de Buenos Aires" es un paseo característico es de la Asociación Amigos del Tranvía, que rememora a los usuarios del que fuera un transporte tan propio de los porteños. El servicio es gratuito y se puede realizar los sábados, domingos y feriados. La parada se encuentra en Emilio Mitre y José Bonifacio y hay salidas cada 25 minutos. 
El antiguo Mercado del Progreso, es una feria cerrada en donde se pueden adquirir todo tipo de productos alimenticios y sus derivados.
En la avenida José María Moreno y la Avenida Pedro Goyena se alza el edificio del Depósito de Gravitación del Barrio de Caballito, un depósito de agua, reliquia arquitectónica con 98 años de antigüedad destinada a almacenar y luego distribuir agua a todo el barrio. El lugar se eligió debido a que es uno de los más altos de Buenos Aires.
El centro geográfico de la ciudad de Buenos Aires se encuentra en Caballito. El mismo se ubica en la avenida Avellaneda, entre Nicolás Repetto y García Lorca.

### Clubes
En el barrio se ubican diversos clubes, el más importante es Club Ferro Carril Oeste, fundado en Caballito en el año 1904, y todavía conserva su estructura, tal sea la sede sobre Federico García Lorca o su estadio Arquitecto Ricardo Etcheverri sobre la calle Avellaneda. El fútbol profesional es su disciplina más relevante, habiendo ganado en su época dorada 2 campeonatos nacionales oficiales de Primera División, más otros 3 Subcampeonatos Oficiales, sumándole otros 6 títulos de la Segunda División.
Ferro se destaca en otras disciplinas como en el Vóley que ganó 4 Ligas Nacionales, 4 Campeonatos Sudamericanos, 6 títulos de la Copa Morgan, 1 título del torneo oficial FMV, y tres campeonatos Argentinos. En tanto al Básquet Ferro es uno de los clubes grandes de este deporte, con 3 títulos de la Liga Nacional de Básquet y 3 Campeonato Sudamericano de Clubes Campeones siendo el primer equipo argentino en ganar esta competición y el tercer equipo de Sudamérica que más veces ganó esta competencia, además salió Subcampeón del Campeonato Mundial de Clubes de Baloncesto. Ferro Carril Oeste compite actualmente en la Primera B Nacional, segunda categoría del fútbol argentino.
El estadio de Ferro se destaca por ser el segundo estadio de fútbol más antiguo de América.
Otros clubes trascendentes son el Club Italiano fundado en 1896 con su sede frente al Parque Rivadavia, el Club Portugués, el club Caballito Juniors participante de la 1.ª División del futsal argentino.

## Comuna 6
La Comuna 6, funciona desde el año 2011, anteriormente Centro de Gestión y Participación Comunal 6 (CGPC 6) y CGP6, Dicha Comuna abarca al barrio de Caballito y es una de las 15 comunas en las que está dividida la ciudad de Buenos Aires. Sus oficinas están ubicadas en Patricias Argentinas 277, frente al parque Centenario, donde concurren anualmente más de 300 mil personas a realizar trámites.
Las actividades que allí se realizan son; pagar impuestos (Rentas), fijan fechas de casamientos, tramitan o renuevan el Documento Nacional de Identidad (Registro Civil), así como también acceden a servicios sociales, realizan denuncias frente a la vulneración de sus derechos como ciudadanos o consumidores o reclaman por servicios públicos, entre otros trámites. La principal ventaja es que los vecinos de Caballito no deben acercarse a las departamentos centrales para realizar trámites o reclamos.
Además, se siguen realizando como cuando existía el CGPC 6 junto a ONG los principales festejos del barrio. Se destaca el aniversario de Caballito, entre otras. También celebra las fechas patrias, como el 25 de mayo o el 9 de julio.
El CGPC 6 difundió sus actividades entre 2004 y 2010 a través del área de prensa. Esta puede definirse como la relación de la institución con los medios masivos y barriales. Y la comunicación institucional es con la comunidad, integrada por los vecinos y organizaciones de la sociedad civil del barrio de Caballito. El criterio para que una actividad fuera comunicada a los medios masivos estaba relacionado con el interés periodístico, la importancia del evento organizado y el grado de incumbencia para la comunidad de Caballito.El boletín electrónico, aún vigente, es un medio de comunicación directo con los vecinos. Es distribuido vía correo electrónico a una lista de vecinos y organizaciones de la zona.
El primer director del CGP 6 fue Enrique Batalla en 1996, al que le siguió Juan José Pi de la Serra (1997-2000). Ambos fueron nombrados por Fernando de la Rúa, primer jefe de Gobierno votado por los ciudadanos de la ciudad. Con la asunción de Aníbal Ibarra (progresista del Frente Grande), el director fue Fernando Muñoz (2000-2004). En el segundo mandato de Ibarra, asumió Guillermo Agresta (2004-2006). Pablo Gordon Daluz (del Partido Socialista),  estuvo en el cargo entre 2006 y 2007, elegido por Jorge Telerman.Luego Marcelo Iambrich, quien asumió en diciembre de 2007 como director del CGPC 6 hasta 2011 por la designación de Mauricio Macri, jefe de Gobierno porteño por el PRO, y luego fue reelecto durante las elecciones de 2011 como presidente de la junta comunal N.º 6.[cita requerida]
Los demás integrantes de la Primera Junta Comunal N.º 6,  que asumieron en diciembre de 2011, son Alicia Besada (PRO), Claudio Crespi (PRO), Susana Beatriz Espósito (PRO), Ariel Angrisano (FPV), Ondina Fraga (FPV) y Martin IOMMI (Proyecto Sur)
Antes de 2006, el CGPC 6 era el CGP 6. Este último tenía el mismo personal y oficinas, con la diferencia de que sus límites eran distintos. Sus fronteras coincidían con la de los registros civiles y abarcaban aparte de los barrios de Almagro, Boedo y Caballito.
Con la sanción de la ley de Comunas (N.º 1.777), en septiembre de 2005 por la Legislatura el CGP 6 se transformó en CGPC 6, para adaptar los límites de los CGP a las 15 comunas en las que se dividió la ciudad. Las autoridades de las comunas son elegidas por el voto popular. La Comuna 6 como las 14 comunas restante es una unidad de gestión política y administrativa descentralizada de la ciudad, y tiene competencia territorial, del patrimonio de su territorio y con personería jurídica propia, tiene un presupuesto propio que le permitirá mantener las calles y espacios verdes de Caballito, además de intervenir en los planes sociales y urbanos diseñados por el Gobierno de la Ciudad de Buenos Aires que le conciernan.
Como antecedente de la elección directa de autoridades en los barrios, se pueden mencionar a los Consejos Vecinales, integrados por 9 miembros por circunscripción electoral, con una duración de 4 años. Funcionaron entre 1983 y 1997 y fueron los cuerpos que dieron lugar a los CGP. Antes del CGP 6, funcionó en el área el Consejo Vecinal integrado por las circunscripciones 6 y 7, donde la Unión Cívica Radical siempre tuvo las mayorías de representantes en ambas circunscripciones en los períodos 1984-1988, 1988-1992 y 1992-1996. En los Consejos Vecinales empezaron los servicios desconcentrados: en 1986 el Servicio Social Zonal y a principios de la década de 1990, el Registro Civil.

### Junta Comunal

#### Composición 2023-2027
| Comuneros | Comuneros | Comuneros                | Alianza | Alianza              |
| --------- | --------- | ------------------------ | ------- | -------------------- |
|           | PRO       | Federico Ballán          |         | Juntos por el Cambio |
|           | UCR       | María Cristina Geninazzi |         | Juntos por el Cambio |
|           | CC-ARI    | Ignacio Abarca           |         | Juntos por el Cambio |
|           | PRO       | Samanta Anastasia Pepe   |         | Juntos por el Cambio |
|           | PJ        | Mariano Cuyeu            |         | Unión por la Patria  |
|           | PJ        | Agustina Quinteros       |         | Unión por la Patria  |
|           | LLA       | Nicolás Cancellieri      |         | La Libertad Avanza   |

#### Presidentes de la Junta Comunal
| N.º | Presidente       | Partido | Partido               | Alianza               | Período                                           |
| --- | ---------------- | ------- | --------------------- | --------------------- | ------------------------------------------------- |
| 1   | Marcelo Iambrich |         | Propuesta Republicana | Propuesta Republicana | 10 de diciembre de 2011 - 10 de diciembre de 2015 |
| 2   | Hipólito Forno   |         | Propuesta Republicana | Unión PRO             | 10 de diciembre de 2015 - 10 de diciembre de 2019 |
| 3   | Federico Ballán  |         | Propuesta Republicana | Juntos por el Cambio  | 10 de diciembre de 2019 - 10 de diciembre de 2023 |
| 4   | Federico Ballán  |         | Propuesta Republicana | Juntos por el Cambio  | 10 de diciembre de 2023 - En el cargo             |

## Personas destacadas
- Adolfo García Grau
- Alicia Moreau de Justo
- Antonio Berni
- Américo Ghioldi
- Arturo Frondizi
- Baldomero Fernández Moreno
- Carlos Ruckauf
- Carlos Timoteo Griguol
- Charly García
- Claudio Gabis
- Conrado Nalé Roxlo
- Daniel Hendler
- Duilio Marzio
- Evangelina Salazar
- Feliciano Brunelli
- Felipe Pigna
- Fermín Estrella Gutiérrez
- Héctor Varela
- Hernán Cattaneo
- Hugo del Carril
- Javier Portales
- Jorge Sobral
- YSY A
- Mauro Ezequiel Lombardo
- Juan José Camero
- León Gieco
- Lolita Torres
- Luis Perlotti
- Nito Mestre
- Oscar Alfredo Gálvez
- Raúl Rizzo
- Roberto Escalada
- Rolo Puente
- Rosana Falasca
- Susana Rinaldi